# 安妮·圣莱杰
安妮·圣莱杰（后为罗斯男爵夫人；1476年1月14日—1526年4月21日），两位英格兰国王爱德华四世和理查三世的外甥女。8岁以前，她已经继承了一笔巨额财富而又被剥夺了。她14岁结婚，有子女11人，由她延续下去的母系血脉被用于鉴定理查三世的遗骸。

## 继承权
安妮·圣莱杰生于1476年1月14日，其时其舅父爱德华四世在位。其母约克的安妮在生她时因并发症于当天死亡。她的父亲是埃克塞特公爵夫人的第二任丈夫托马斯·圣莱杰爵士。她同母异父的由第三代埃克塞特公爵亨利·霍兰所生的姐姐安妮·霍兰女领主在她出生前便过世了。根据1467年的授给，埃克塞特公爵夫人继承了长女业已从其父埃克塞特公爵处继承的地产。此授给约定埃克塞特绝大部分遗产将由公爵夫人的后人继承，即使他们是后来的丈夫所生。安妮因此一出生就随着其母的死继承了广大的地产。
安妮从出生起就成为值得拥有的新娘，被许配给格罗比的费勒斯领主。他是第一代多塞特侯爵托马斯·格雷的长子，托马斯曾娶了她的异父姐姐，且其母是她的舅母，爱德华四世的王后伊丽莎白·伍德维尔。伊丽莎白王后决定确保埃克塞特遗产由自己初婚的后裔继承，1483年，议会的一项法案宣称安妮为父亲全部地产的女继承人。这项安排损害了尚存的霍兰家族后裔，导致爱德华四世和王后渐失人心。安妮的另一个舅父理查三世于1483年登基后，立即取消了安妮的继承权并处决了安妮的父亲。在理查三世阵亡的博斯沃思原野战役后，安妮和费勒斯之间的婚约被废弃。

## 婚姻和子孙
安妮·圣莱杰最终在约1490或1495年嫁给为亨利七世征战苏格兰和为亨利八世征战法兰西的第十一代罗斯男爵乔治·曼纳斯，生下十一个孩子：五子——托马斯、奥利弗、安托尼、理查和约翰·曼纳斯——及六女——安妮·卡佩尔、埃莉诺·布尔切尔、伊丽莎白·桑迪斯、凯瑟琳·康斯塔布尔、塞西莉·曼纳斯和玛格丽特·赫尼奇。
乔治·曼纳斯于约1512年成为罗斯男爵，使安妮也成为罗斯男爵夫人。次年，她守寡，于1526年在表外甥亨利八世任内去世。她被葬在温莎城堡的圣乔治礼拜堂。

### DNA检验
莱斯特位于草草埋葬理查三世遗骸处附近的修道院教堂在1530年代的解散修道院令后被解散，精确位置不可考。2012年，被认为是理查三世的人类遗骸在莱斯特的格雷弗赖尔斯教堂被发现。罗斯女领主作为他的甥女，和他有共同的线粒体DNA；她是唯一一个可将分析线粒体DNA必需的母系血脉延伸到21世纪的人。迈克尔·伊布森被发现是罗斯女领主的16世女系后人，出自其女凯瑟琳一系。DNA分析证实了伊布森的线粒体DNA一处不寻常的突变序列和发掘出的骷髅的序列吻合。
第二条女系血脉的一个后人也与伊布森和骷髅的样本吻合，尽管目前这位在世亲戚还是匿名。2013年2月4日，此事和其他证据使这具骷髅被宣布为理查三世。